# Laurent Koscielny
Laurent Koscielny (Tulle, 10 de setembro de 1985) é um ex-futebolista francês de ascendência polonesa que atuava como zagueiro.

## Carreira

### Início
Formado nas categorias de base do Guingamp, Koscielny foi promovido aos profissionais em 2004 e permaneceu na equipe até 2007. Em seguida passou pelos franceses Tours e Lorient, antes de chamar a atenção dos principais clubes europeus.

### Arsenal
Por 12,5 milhões de euros, foi contratado pelo Arsenal em julho de 2010. Logo virou um jogador fundamental no time de Arsène Wenger, tornando-se um dos líderes do elenco e assumindo a braçadeira de capitão da equipe. Permaneceu nos Gunners até agosto de 2019, quando optou por deixar o clube após nove temporadas. No total pelo Arsenal, o zagueiro atuou em 353 jogos e marcou 26 gols. Suas principais conquistas foram três títulos da Copa da Inglaterra e dois da Supercopa.

### Bordeaux
Retornou ao futebol francês em 2019, sendo anunciado como reforço do Bordeaux no dia 6 de agosto.

## Seleção Nacional
Estreou pela Seleção Francesa no dia 11 de novembro de 2011, num amistoso contra os Estados Unidos. Cinco anos depois, foi convocado para a Euro 2016 e chegou à final (na qual foi titular) contra Portugal, onde a França perdeu na prorrogação por 1 a 0.
Aposentou-se da Seleção Francesa em outubro de 2018. No total, disputou 51 partidas pela França e marcou um gol.

## Títulos
Arsenal
- Copa da Inglaterra: 2013–14, 2014–15 e 2016–17
- Supercopa da Inglaterra: 2014 e 2015

### Prêmios individuais
- Equipe do ano da Ligue 2: 2008–09
- 68º melhor jogador do ano de 2016 (The Guardian)[6]
- Equipe do Ano da Liga Europa da UEFA: 2018–19